# Funilândia
Funilândia es un municipio brasileño situado en el estado de Minas Gerais. Tiene una población estimada, en 2021, de 4434 habitantes.